# Gottfried Andreas Böckelmann
Gottfried Andreas Böckelmann (* 19. April 1802 in Salbke; † 13. September 1870 in Klein Ottersleben) war ein deutscher Fabrikant und Rittergutsbesitzer.

## Leben
Böckelmann wurde als Sohn des Landwirts Johann Sebastian Böckelmann und dessen Frau Elisabeth Böckelmann, geborene Cuno geboren. Sein Vater betrieb seit 1799 in Klein Ottersleben erfolgreich den Anbau von Zuckerrüben. Gottfried errichtete auf dem elterlichen Gut 1830 ein eigenes Wohnhaus und arbeitete bis 1835 auf dem Gut mit. Dann gründete er gemeinsam mit seinem Schwager Johann Christian Köhne und dessen Bruder Wilhelm Julius Köhne eine Zuckerfabrik. Es war die siebente Zuckerfabrik in Deutschland. Er kreuzte die kleine aber zuckerreiche französische Zuckerrübe mit der größeren aber zuckerärmeren deutschen Zuckerrübe. Wegen Rübenmüdigkeit seiner Felder veräußerte er die Rüben-Zuchtstämme an Adolf Julius Giesecke und Matthias Christian Rabbethge, die damit die Kleinwanzlebener Saatzucht begründeten.
Nachdem seine zweite Frau Sophie Böckelmann, geborene Schliephake aus Etgersleben den besonderen Futterwert gepresster Rübenschnitzel entdeckt hatte, ließ er für die Rübenschnitzel große Silos errichten. Nach seinem Tode wurde die Zuckerfabrik 1875, die Eisenbahnstrecken tangierten den Ottersleber Standort nicht, geschlossen.